# Gorg Bāghī
Gorg Bāghī (persiska: گرگ باغی, كورِ باغ, باغ گَرا, گُرگ باغ) är en ort i Iran.   Den ligger i provinsen Markazi, i den nordvästra delen av landet, 160 km väster om huvudstaden Teheran. Gorg Bāghī ligger 1 842 meter över havet och antalet invånare är 221.
Terrängen runt Gorg Bāghī är huvudsakligen kuperad, men åt sydost är den platt. Gorg Bāghī ligger nere i en dal. Runt Gorg Bāghī är det ganska glesbefolkat, med 27 invånare per kvadratkilometer. Närmaste större samhälle är Estalaj, 18,8 km väster om Gorg Bāghī. Trakten runt Gorg Bāghī består i huvudsak av gräsmarker.